# 13. Parlamentarischer Untersuchungsausschuss des Landtages von Sachsen-Anhalt

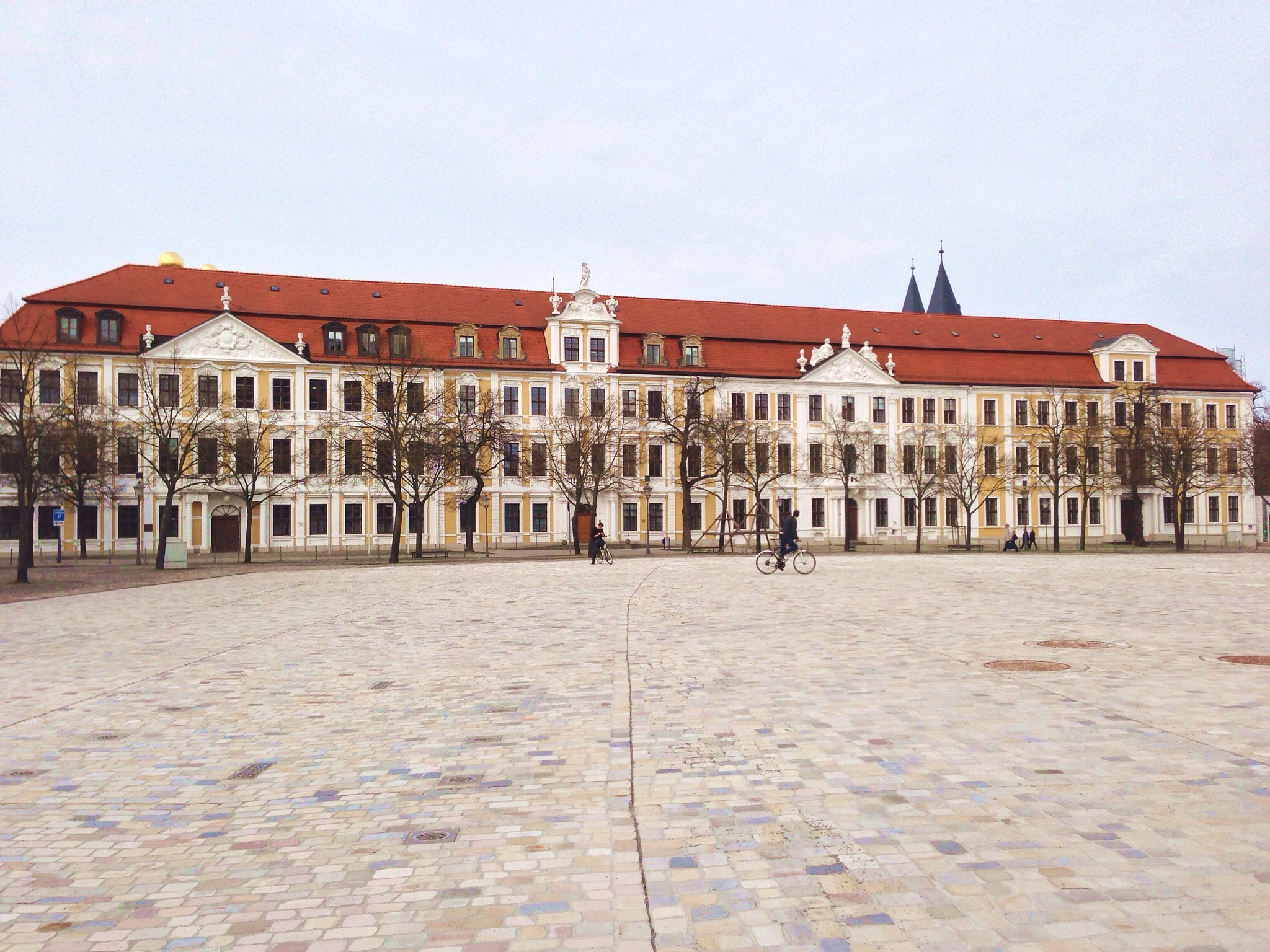
Landtag von Sachsen-Anhalt

Der 13. Parlamentarische Untersuchungsausschuss des Landtages von Sachsen-Anhalt war ein Untersuchungsausschuss der 6. Wahlperiode des Landtages von Sachsen-Anhalt. Er war mit der Aufklärung der Dessauer Fördermittelaffäre beauftragt.

## Situation vor Einsetzung des Ausschusses
Im Februar 2010 erfolgten wegen des Verdachts des Fördermittelbetrugs Hausdurchsuchungen bei Unternehmen und in Privatwohnungen in Dessau-Roßlau, Wittenberg, Kemberg und Eisleben. Nach Berichten in den Medien hatte das Land Sachsen-Anhalt Fördermittel für Bildungsmaßnahmen in Höhe von mehreren Millionen Euro zu Unrecht an Unternehmen ausgezahlt. Es gab Vermutungen dahingehend, dass ein ehemaliger Regionalbereichsleiter des Bildungszentrums der Industrie- und Handelskammer Halle/Dessau in Dessau Bildungsmaßnahmen vermittelt hatte, die jedoch, trotz Zahlung von Fördermitteln, nicht oder nicht wie beantragt durchgeführt worden wären.
Die staatsanwaltlichen Ermittlungen beruhten auf von der IHK festgestellten Auffälligkeiten, die zur Einschaltung eines privaten Ermittlers führten, der seinen Abschlussbericht im Oktober 2008 vorgelegt hatte. Hieraus ging hervor, dass bei geförderten Bildungsmaßnahmen Anwesenheitslisten von Teilnehmern unterschrieben wurden, obwohl sie nicht teilgenommen hatten. Die Staatsanwaltschaft erhielt von den Ergebnissen Kenntnis. Parallel hierzu waren bei einer Vor-Ort-Kontrolle des Landesverwaltungsamtes Unregelmäßigkeiten aufgefallen.
Es bestand in der Öffentlichkeit der Verdacht, dass es einen Zusammenhang zwischen den Unregelmäßigkeiten bei der Fördermittelvergabe an Unternehmen und Spenden an die CDU gebe. Insbesondere bestand die Vermutung, dass der Regionalbereichsleiter die Fördermittelempfänger aufgefordert hatte, Parteispenden an die CDU zu leisten. Die Vermutung wurde dadurch genährt, dass mehrere handelnde Personen, darunter der Regionalbereichsleiter und mehrere durch die Fördermittelvergabe begünstigte Unternehmer, Mitglied der CDU waren und Ehrenämter in Stadträten bzw. beim Sportverein Dessau 05 innehatten.
Darüber hinaus bestand der Verdacht, dass es zwischen dem Regionalbereichsleiter und dem zuständigen Referent im CDU-geführten Ministerium für Wirtschaft und Arbeit direkte Beziehungen und eine Zusammenarbeit gab. Es habe einen unzulässigen Einfluss auf die Fördermittelbearbeitung gegeben. Trotz dieser Situation seinen innerhalb des Ministeriums keine Konsequenzen gezogen worden. Weiterhin bestand der Vorwurf, dass auch nach vier Jahren kein konkretes Ermittlungsergebnis der Staatsanwaltschaft vorgelegen habe und eine Weigerung bestünde, Ermittlungen bezüglich an die CDU gerichteter Parteispenden vorzunehmen.

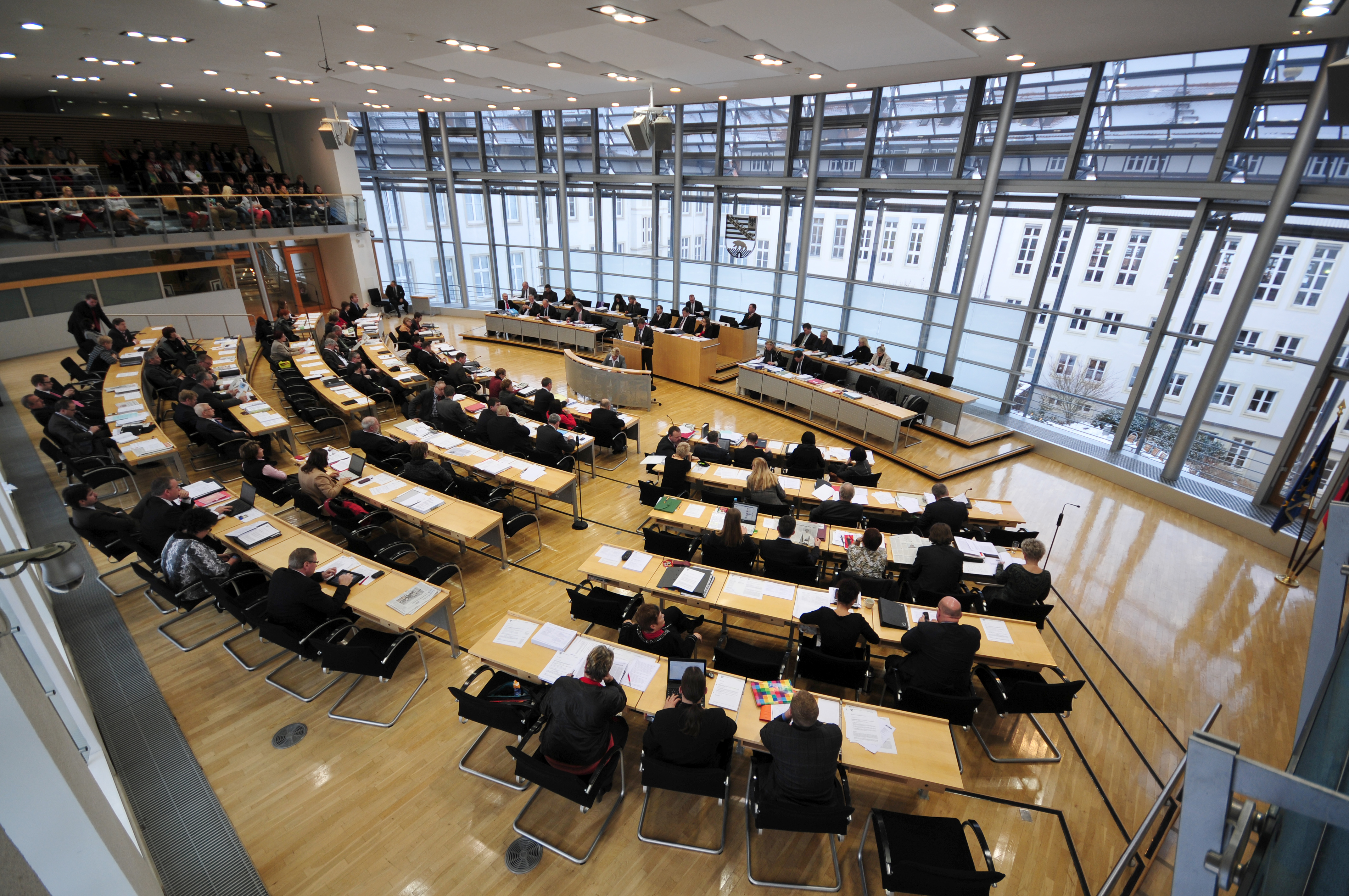
Plenarsaal des Landtages von Sachsen-Anhalt

Vor diesem Hintergrund beantragte die Fraktion Die Linke am 5. Juli 2012 eine Aktuelle Debatte zur Bewertung des Dessauer Fördermittel- und CDU-Spendenskandals, die am 13. Juli 2012 durchgeführt wurde. Die Fraktion Bündnis 90/Die Grünen hatte im Ausschuss für Wissenschaft und Wirtschaft einen Antrag auf Selbstbefassung gestellt. Der Ausschuss war übereingekommen die Angelegenheit auf der Sitzung am 19. Juli 2012 zu beraten. Die Landesregierung erstattete dem Ausschuss für Wissenschaft und Wirtschaft Bericht.
Die beiden Oppositionsfraktionen Die Linke und Bündnis 90/Die Grünen beurteilten die Aufklärung durch die Landesregierung als unzureichend und stellten in der Landtagssitzung vom 18. Oktober 2012 gemeinsam einen Antrag auf Einsetzung eines Parlamentarischen Untersuchungsausschusses. Mit den Stimmen von Die Linke und Bündnis 90/Die Grünen wurde der Antrag, bei Stimmenenthaltung der regierungstragenden Fraktionen von CDU und SPD, angenommen.

## Untersuchungsauftrag
Der Untersuchungsauftrag umfasste nach dem Einsetzungsbeschluss fünf Punkte.
1. Inwieweit die Vergabe und Kontrolle von Fördermitteln, insbesondere im Bereich des Wirtschaftsministeriums, rechtswidrig erfolgten.
2. Inwieweit durch die Landesregierung rechtswidrige Fördermittelvergaben ermöglicht wurden.
3. Ob rechtswidrige Fördermittelvergaben durch ungenügende Kontrollen begünstigt wurden.
4. Ob und in welchem Umfang von Fördermittelempfängern Spenden oder sonstige Zuwendungen an Mitglieder der Landesregierung oder nahestehende Personen und Organisationen geleistet und ob Dozentenverträge beim IHK Bildungszentrum Halle-Dessau zu marktunüblichen Konditionen oder als Scheinverträge abgeschlossen wurden, sowie ob im Zusammenhang mit Informationsveranstaltungen des Bildungszentrums Spenden erfolgten.
5. Ob die Landesregierung alles zur zügigen Aufklärung von Fördermittelbetrugsfällen getan hat und ob die Ermittlungsbehörden ausreichend ausgestattet waren.

## Verlauf der Untersuchung
Insgesamt fanden 24 Ausschusssitzungen statt. Die konstituierende Sitzung des Ausschusses erfolgte am 30. November 2012. Die ersten drei Sitzungen dienten der Vorbereitung der Zeugenvernehmungen. Die Vernehmungen fanden ab der vierten Sitzung statt. Während die Zeugenvernahmen in öffentlicher Sitzung durchgeführt wurden, fanden die übrigen Beratungen in nicht öffentlicher Sitzung statt. Im Ausschuss wurden 19 Beweisbeschlüsse gefasst, in denen die Vernahme von insgesamt 58 Zeugen beschlossen wurden. Unter den Zeugen war auch der Ministerpräsident des Landes Sachsen-Anhalt Reiner Haseloff (CDU), der in den Sitzungen vom 15. September 2014 und 1. Juli 2015 vernommen wurde. Die Vernahme der Ministerin für Justiz und Gleichstellung Angela Kolb (SPD) erfolgte am 19. Dezember 2014. Darüber hinaus beschloss der Ausschuss neun Aktenvorlageverlangen, auf die dem Ausschuss 227 Akten und fünf DVDs mit umfangreichem Datenbestand vorgelegt worden. In der 23. Sitzung des Ausschusses am 15. Oktober 2015 wurde der Abschluss der Beweisaufnahme beschlossen.

## Ergebnisse
Der Abschlussbericht wurde in der 24. Sitzung am 20. November 2015 mit acht Stimmen von CDU und SPD gegen fünf Stimmen von Linke und Bündnis 90/Die Grünen beschlossen. Er enthält ein nur von CDU und SPD getragenen Teil zu Ergebnissen und Bewertungen. Zum Abschlussbericht gehören darüber hinaus zwei Sondervoten der Mitglieder der Fraktionen Die Linke und Bündnis 90/Die Grünen. Der Ausschuss legte in der Landtagssitzung vom 11. Dezember 2015 seinen Abschlussbericht vom 2. Dezember 2015 vor, in der der Landtag zum Ergebnis debattierte.
Im Einzelnen wurden folgende Ergebnisse festgestellt und Bewertungen vorgenommen:

### Ergebnisse und Bewertung der Ausschussmehrheit aus CDU und SPD

CDU

SPD

Der knapp gehaltene Ergebnis- und Bewertungsteil der regierungstragenden Fraktionen CDU und SPD kommt auf fünf Seiten zum Schluss, dass weder durch die Akten noch durch Zeugenaussagen eine Einflussnahme der Landesregierung belegt worden wäre. Eine solche Einflussnahme habe es offensichtlich nicht gegeben. Zwar habe es die sogenannte Prioritäts-E-Mail gegeben, mit der dem Landesverwaltungsamt ein Wunsch des damaligen Wirtschaftsministers Reiner Haseloff nach Priorisierung zweier Vorhaben mitgeteilt wurde, die sich als Teil des Fördermittelbetruges darstellen. Diese seien nach den Zeugenaussagen auch als Erlass zu sehen, hätten jedoch das Landesverwaltungsamt nicht davon entbunden, seinen Prüfpflichten nachzukommen. Ziel der E-Mail sei es lediglich gewesen, eine vorrangige Bearbeitung unter Beachtung der Prüfpflichten zu erreichen.
Die Kontrollmechanismen hätten gewirkt. Hätte man die Prüfungen so durchgeführt wie es in den Ausschusssitzungen zum Teil gefordert worden war, hätten viele Antragsteller länger auf die Förderung warten müssen, was öffentlich gerügt worden wäre.
Es wurde offen gelassen, ob vermehrte unangekündigte Vor-Ort-Kontrollen zur Vermeidung von Missbräuchen geführt hätte. Sie hätten nur Sinn bei einer flächendeckenden Anwendung, dazu hätte jedoch das Personal, angesichts des Massengeschäfts dieses Förderinstruments, nicht ausgereicht. Stichproben habe es gegeben. Ministerien hätten keinen Einfluss genommen.
Die untersuchten Sachverhalte sei auf die hohe kriminelle Energie Einzelner zurückzuführen. Dies könne man nicht in Gänze verhindern. Die Ausschussarbeit habe mit dazu beigetragen, die Förderpolitik des Landes zu verbessern.
Bezüglich der Parteispenden gelangen CDU und SPD zum Ergebnis, dass es keine Hinweise auf einen Zusammenhang zwischen Spenden und Fördermittelvergaben gab. Insbesondere sei das Spendenaufkommen des CDU-Kreisverbandes Dessau im fraglichen Zeitraum nicht auffällig.
Eine Einflussnahme der Landesregierung oder Dritter auf die Ermittlungen habe es nicht gegeben. Die Ermittlungen seien sorgfältig durchgeführt worden.
Im Fazit werden die fünf Fragen des Untersuchungsauftrages jeweils verneint.

### Sondervotum der Mitglieder der Fraktion Die Linke

Die Linke

Im 29 Seiten umfassenden Sondervotum der Ausschussmitglieder der Fraktion die Linken wird hingegen von einer partiellen Bestätigung der im Einsetzungsbeschluss genannten Vorwürfe und Behauptungen ausgegangen.
Durch ungenügendes Handeln der Landesregierung sei zumindest fahrlässig jahrelanger Fördermittelmissbrauch begünstigt worden. Auf personelle Engpässe sei nicht reagiert, notwendige Kontrollmechanismen seien nicht unterstützt bzw. realisiert worden. Es habe an einem Mitzeichnungsrecht des Wirtschaftsministeriums ab einem bestimmten Umfang und an standardisierten Berichtspflichten gefehlt.
Darüber hinaus sei eine mangelnde Sensibilität hinsichtlich der Korruptionsanfälligkeit sowie an Präventions- und Aufklärungsmaßnahmen festzustellen.
Weiterhin habe es zumindest eine mittelbare Beeinflussung des Landesverwaltungsamtes durch die Landesregierung gegeben, da Bitten, Hinweise und Empfehlungen von Mitgliedern der Landesregierung von den Mitarbeitern als Weisungen und Erlasse verstanden und nicht in Frage gestellt worden sein.
In vielen Fällen sei eine erfolgreiche Rückforderung der zu Unrecht in Höhe von 7,2 Millionen Euro ausgereichten Fördermittel, aufgrund erfolgter Anmeldung von Insolvenz, im Nachhinein nicht mehr möglich. Es handele sich bei den Missbräuchen nicht um Einzelfälle, sondern um das Ergebnis eines ausgeklügelten Systems. Ein Betrugsgeflecht habe unmittelbar Einfluss auf Fördermittelvergaben genommen. Die Kurse wären in den untersuchten Fällen nicht bzw. nicht im angegebenen Umfang durchgeführt worden. Zum Teil wären die Weiterbildungsmaßnahmen Bestandteil des kontinuierlichen Arbeitsablaufs gewesen. Für eine Mehrzahl der Fördermaßnahmen seien darüber hinaus Scheinangebote eingereicht worden, bei denen der günstigste Anbieter der jeweiligen Bildungsmaßnahme bereits im Vorfeld festgestanden habe. Über Unterverträge hätten Unternehmen und das IHK-Bildungszentrum sich gegenseitig Schulungsaufträge zugeschoben und Differenzbeträge der unterschiedlichen Leistungspreise kassiert. Der interne Kontrollmechanismus der IHK wäre unzureichend gewesen, die Rechtsaufsicht über die IHK habe dem Ministerium für Wirtschaft und Arbeit oblegen. Das Ministerium unter der Leitung des damaligen Wirtschaftsminister Reiner Haseloff habe die politische Verantwortung gehabt und stünde in der Pflicht die Voraussetzungen zu schaffen, um Fördermittelmissbrauch zu verhindern.
Vor-Ort-Kontrollen seien nur in unzureichendem Maße und in der Regel nur angekündigt erfolgt, auch nachdem Unregelmäßigkeiten bekannt geworden waren. Zeitweise wurden die Kontrollen ausgesetzt, um die begrenzten Personalkapazitäten auf die Bewilligung von Anträgen zu konzentrieren. Die Neubewilligung von Anträgen habe Priorität vor Verwendungsnachweisprüfungen gehabt. Die dadurch entstehende Verzögerung der Prüfungen haben zu Verstößen gegen das Haushaltsrecht geführt. Ursächlich für die nicht ausreichenden Personalkapazitäten sei insbesondere das Personalentwicklungskonzept der Landesregierung gewesen, das allein von Sparzwängen diktiert sei und eine personelle Aufstockung des Landesverwaltungsamt von vornherein verhindert habe. Die Landesregierung trage Verantwortung für den Fördermittelbetrug, da die ungenügenden Kontrollmechanismen hingenommen wurden.
Weiterhin seien bestimmte Informationen nicht an den obersten Dienstherren weitergegeben oder aber Prüf- und Kontrollberichte nicht ausgewertet worden. Es erscheine fragwürdig, ob fachpolitische Entscheidungen vom obersten Dienstherren gefällt werden konnten oder ob diese nach unten delegiert worden.
Durch die Versetzung des die Angelegenheit bearbeitenden Staatsanwalts, die auf dessen Wunsch hin erfolgte, an das Finanzgericht Sachsen-Anhalt, sei es zu einer allerdings nicht erheblichen Verzögerung der Ermittlungen gekommen. Anhaltspunkte für unübliche Verfahrensabläufe bestünden nicht. Eine zielgerichtete, zu Verzögerungen führende Beeinflussung des Verfahrens durch die Landesregierung habe nicht festgestellt werden können. Allerdings sei anzuzweifeln, dass die Landesregierung alles getan habe, um mit einer ausreichenden Personalausstattung die Ermittlungen zügig zu führen und zeitnah abzuschließen. Es fehle an ausreichendem, gut qualifizierten und spezialisierten Personal.
Im Ergebnis wird im Sondervotum die Notwendigkeit postuliert, die Förderpolitik des Landes grundlegend neu auszurichten. Ziel dürfe nicht mehr sein möglichst viele Mittel zu verteilen, es bedürfe vielmehr einer verbindlichen Strategie. Dabei müssten Nachhaltigkeit und Messbarkeit der Ergebnisse im Vordergrund stehen. Insbesondere seien kurz- und mittelfristiges Wachstum des Bruttoinlandsprodukts bzw. die Erhöhung der Erwerbstätigkeit aber auch gute, insbesondere familienfreundliche Arbeitsbedingungen zu berücksichtigen. Die Förderung sei auf Transparenz, Innovation und Nachhaltigkeit auszurichten. Darüber hinaus sei der Aufbau einer Fördermitteldatenbank erforderlich. Die Interessenvertretung der Beschäftigten sei in den Prozess von Fördermittelvergabe, -kontrolle und Zielanalyse einzubeziehen. Die bisherigen Kontrollmechanismen seien zu evaluieren.

### Sondervotum des Mitglieds der Fraktion Bündnis 90/Die Grünen

Bündnis 90/Die Grünen

Im 28-seitigen Sondervotum von Bündnis 90/Die Grünen wird die Verantwortung der Landesregierung für das Geschehen betont. Im Jahr 2001 habe man eine Richtlinie zur Qualifizierung von Beschäftigten erlassen, die in hohem Maße missbrauchsanfällig gewesen sei. So hätten Schulungen inhouse und somit bei den Antragstellern selbst durchgeführt werden können. Darüber hinaus wären Lohnkostenerstattungen gezahlt worden. Im Zusammenspiel der Tatsachen, dass die zu schulenden Mitarbeiter während der Schulung im Unternehmen bleiben, andererseits aber die Lohnkosten in Teilen erstattet werden, hätten sich große Probleme bei der Kontrolle der Maßnahmen und eine starke Motivation für Missbräuche ergeben. Tatsächlich wären in einer hohen Zahl an Fällen Schulungen nur pro Forma durchgeführt wurden. Die Mitarbeiter hätten tatsächlich weiter gearbeitet, trotzdem seien Lohnkostenerstattungen geflossen.
Als Beispiel wurde unter anderem ein Fall angeführt, in dem ein Unternehmen mit neun Mitarbeitern, acht seiner Mitarbeiter für acht Stunden am Tag über sieben Monate geschult habe. Der Verzicht auf fast die komplette Belegschaft über einen so langen Zeitraum sei nicht als sinnvoll darstellbar. Trotzdem sei die Förderung so bewilligt worden. Vielmehr habe sich in dem konkreten Fall sogar das damals von Reiner Haseloff geleitete Wirtschaftsministerium eingeschaltet und mit Verweis auf einen Wunsch der Hausspitze die schnellstmögliche Bewilligung des Projekts verlangt. Die Schulung habe im Beispielfall dann noch die Besonderheit aufgewiesen, dass sie von einem Bernburger CDU-Stadtrat durchgeführt worden sei, der zu gleich auch Schulungsteilnehmer war.
Problematisch sei darüber hinaus, dass ständig bestehende Personalengpässe im Landesverwaltungsamt ordnungsgemäße Kontrollen und zeitnahe Verwendungsnachweisprüfungen verhindert hätten. Unangemeldete Vor-Ort-Kontrollen hätten praktisch nicht stattgefunden. Zugleich hätte ein erheblicher Druck bestanden die Fördermittel abfließen zu lassen.
Weiterhin sei festzustellen, das eine konkrete arbeitsmarktpolitische Zielsetzung und eine Evaluierung der Wirksamkeit der Förderung nicht stattgefunden hätten.
Für ein ursprünglich bei Einsetzung des Ausschusses vermutetes System, das rechtswidrige Fördermittel gegen die Zahlung von Parteispenden an die CDU ausgereicht hätte, habe man keine Belege gefunden. Allerdings seien im Umfeld der Dessauer CDU Menschen intensiv in den Fördermittelbetrug verstrickt gewesen.
Auffällig sei, dass es Kontakte seitens der Vor-Ort-Aktiven zu einem Mitarbeiter und CDU-Mitglied im Wirtschaftsministerium gegeben habe. Dieser Mitarbeiter habe in mehreren Fällen, das als Bewilligungsbehörde tätige Landesverwaltungsamt angewiesen, Projekte zu bewilligen, die sich nun als Fördermittelbetrug herausgestellt hätten. Außerdem habe er die Fördermittelkontrolle überwacht und hätte sich von beabsichtigten Vor-Ort-Kontrollen unterrichten lassen. Bei einer beabsichtigten Kontrolle bei einem Unternehmen eines CDU-Stadtrates in Kemberg, habe er eine Terminverlegung durchgesetzt, damit er selbst teilnehmen konnte. Der zu Grunde liegende Fördermittelvorgang sei später Gegenstand staatsanwaltschaftlicher Ermittlungen gewesen. An diesen Mitarbeiter sei in einem anderen Fall auch die Zahlung eines Unternehmers in Höhe von 6.000 € geflossen.
Seitens des Bündnisgrünen Sondervotums wurde insbesondere der Umgang der Landesregierung mit den Korruptionsvorgängen kritisiert. Insbesondere sei der schwer belastete Mitarbeiter des Ministeriums weiterhin im gleichen Bereich tätig. Es sei nicht einmal eine Versetzung erfolgt, obwohl dies hausintern von zuständigen Mitarbeitern mehrfach angeregt und versucht worden war. Letztlich sei er befördert worden.
Die strafrechtliche Aufklärung sei darüber hinaus durch eine unzureichende Ausstattung der im Bereich der Aufklärung von Wirtschaftskriminalität tätigen Strafverfolgungsorgane erschwert und verzögert worden.
Besonders problematisch sei das Verhalten des späteren Ministerpräsidenten Reiner Haseloff. Obwohl in seinem Namen rechtswidrige Fördermittelvergaben angewiesen worden waren, habe er im Ausschuss auf die Frage nach dem Grund keine brauchbaren Antworten gegeben, sondern behauptet, es nicht mehr zu wissen. Dass das Ministerium im Nachhinein nicht mehr wisse, warum es bestimmte konkrete Maßnahmen gewollt habe, sei nicht glaubwürdig. Der Ministerpräsident habe so die Aufklärung behindert. Darüber hinaus trage die Landesregierung auch für den mangelnden Umgang mit Korruptionsfällen und die ungenügenden Kontrollen Verantwortung.
Im Bündnisgrünen Sondervotum werden als Fazit mehrere Handlungsempfehlungen gegeben. Danach solle unter anderem das System der Fördermittelvergabe überprüft werden. Mittel dürften nur ausgereicht werden, wenn die Kontrolle gewährleistet ist. Richtlinien sollen auf ihre Missbrauchsanfälligkeit hin überprüft, Ziele der Fördermittelvergabe definiert und Maßnahmen kontinuierlich evaluiert werden. Eine Fördermitteldatenbank sei einzurichten. Prioritätensetzung durch vorgesetzte/politische Stellen müssten schriftlich und nachvollziehbar begründet werden. Regelungen und Handlungsanweisungen für die Reaktion bei Korruptionsverdacht sind aufzustellen und einzuhalten. Eine unabhängige Stelle müsse eingeschaltet werden können. Darüber hinaus seien die Ressourcen im Bereich der Bekämpfung der Wirtschaftskriminalität zu verstärken.

## Mitglieder
Dem Ausschuss gehörten 13 Landtagsabgeordnete aus vier Fraktionen an. Fünf Mitglieder der CDU-Fraktion, vier Mitglieder der Fraktion Die Linke, drei Mitglieder der SPD-Fraktion und ein Mitglied der Fraktion Bündnis 90/Die Grünen. Vorsitzender war Peter Rotter (CDU), stellvertretende Vorsitzende war zunächst Eva von Angern (Linke).
Die Mitglieder waren im Einzelnen:
CDU
- Uwe Harms, Eduard Jantos, Dietmar Krause, Peter Rotter (Ausschussvorsitzender) und Ulrich Thomas. Stellvertretende Mitglieder waren Daniel Sturm, Edwina Koch-Kupfer, Wigbert Schwenke, Eva Feußner und Lars-Jörn Zimmer. Als Obmann der CDU-Fraktion fungierte Ulrich Thomas.

Die Linke
- Eva von Angern, André Lüderitz, Frank Thiel und Gudrun Tiedge. Stellvertretende Mitglieder waren Edeltraud Thiel-Rogée, Swen Knöchel, Uwe Loos und Frank Hoffmann. Als Obmann der Fraktion Die Linke fungierte Frank Thiel.

Mit Beschluss des Landtages vom 11. Juli 2013 wurde Sven Knöchel Ausschussmitglied und Eva von Angern stellvertretendes Mitglied, mit Beschluss vom 17. Oktober wurde Gudrun Tiedge stellvertretendes Mitglied Edeltraud Thiel-Rogée Mitglied des Ausschusses.
SPD
- Rüdiger Erben, Nadine Hampel und Andreas Steppuhn. Stellvertretende Mitglieder waren Petra Grimm-Benne, Patrick Wanzek und Holger Hövelmann. Als Obmann der SPD-Fraktion fungierte Andreas Steppuhn.

Mit Landtagsbeschluss vom 11. Dezember 2013 wurde Ronald Mormann für Rüdiger Erben Mitglied des Ausschusses.
Bündnis 90/Die Grünen
- Christoph Erdmenger. Stellvertretendes Mitglied war Claudia Dalbert.

Nach dem Ausscheiden Christoph Erdmengers aus dem Landtag wurde Olaf Meister mit Beschluss des Landtages vom 17. Oktober 2013 Mitglied des Ausschusses.